# FZD1
Uvojiti-1 je protein koji je kod ljudi kodiran FZD1 genom.
Članovi familije 'uvojitih' proteina su 7-transmembranski receptori za Wnt signalne proteine. FZD1 protein sadrži signalni peptid, cisteinom bogati domen u -terminalnom ekstracelularnom regionu, 7 transmembranski domen, i -terminalni PDZ vezujući motiv. FZD1 transkript je izražen u različitim tkivima.

## Literatura
- Tanaka S; Akiyoshi T; Mori M;  . (1998). „A novel frizzled gene identified in human esophageal carcinoma mediates APC/beta-catenin signals.”. Proc. Natl. Acad. Sci. U.S.A. 95 (17): 10164—9. PMC 21479 . PMID 9707618. doi:10.1073/pnas.95.17.10164.
- Gazit A; Yaniv A; Bafico A;  . (1999). „Human frizzled 1 interacts with transforming Wnts to transduce a TCF dependent transcriptional response.”. Oncogene. 18 (44): 5959—66. PMID 10557084. doi:10.1038/sj.onc.1202985.
- DeCostanzo AJ, Huang XP, Wang HY, Malbon CC (2002). „The Frizzled-1/(beta(2))-adrenergic receptor chimera: pharmacological properties of a unique G protein-linked receptor.”. Naunyn Schmiedebergs Arch. Pharmacol. 365 (5): 341—8. PMID 12012019. doi:10.1007/s00210-002-0540-3.
- Hering H, Sheng M (2002). „Direct interaction of Frizzled-1, -2, -4, and -7 with PDZ domains of PSD-95.”. FEBS Lett. 521 (1–3): 185—9. PMID 12067714. doi:10.1016/S0014-5793(02)02831-4.
- Strausberg RL; Feingold EA; Grouse LH;  . (2003). „Generation and initial analysis of more than 15,000 full-length human and mouse cDNA sequences”. Proc. Natl. Acad. Sci. U.S.A. 99 (26): 16899—903. PMC 139241 . PMID 12477932. doi:10.1073/pnas.242603899.
- Scherer SW; Cheung J; MacDonald JR;  . (2003). „Human chromosome 7: DNA sequence and biology”. Science. 300 (5620): 767—72. PMC 2882961 . PMID 12690205. doi:10.1126/science.1083423.
- Hillier LW; Fulton RS; Fulton LA;  . (2003). „The DNA sequence of human chromosome 7”. Nature. 424 (6945): 157—64. PMID 12853948. doi:10.1038/nature01782.
- Zilberberg A, Yaniv A, Gazit A (2004). „The low density lipoprotein receptor-1, LRP1, interacts with the human frizzled-1 (HFz1) and down-regulates the canonical Wnt signaling pathway”. J. Biol. Chem. 279 (17): 17535—42. PMID 14739301. doi:10.1074/jbc.M311292200.
- Wu J, Klein TJ, Mlodzik M (2006). „Subcellular localization of frizzled receptors, mediated by their cytoplasmic tails, regulates signaling pathway specificity”. PLoS Biol. 2 (7): E158. PMC 449784 . PMID 15252441. doi:10.1371/journal.pbio.0020158.
- Omoto S; Hayashi T; Kitahara K;  . (2004). „Autosomal dominant familial exudative vitreoretinopathy in two Japanese families with FZD4 mutations (H69Y and C181R)”. Ophthalmic Genet. 25 (2): 81—90. PMID 15370539. doi:10.1080/13816810490514270.
- Gerhard DS; Wagner L; Feingold EA;  . (2004). „The status, quality, and expansion of the NIH full-length cDNA project: the Mammalian Gene Collection (MGC)”. Genome Res. 14 (10B): 2121—7. PMC 528928 . PMID 15489334. doi:10.1101/gr.2596504.
- Yang L; Yamasaki K; Shirakata Y;  . (2006). „Bone morphogenetic protein-2 modulates Wnt and frizzled expression and enhances the canonical pathway of Wnt signaling in normal keratinocytes”. J. Dermatol. Sci. 42 (2): 111—9. PMID 16442268. doi:10.1016/j.jdermsci.2005.12.011.

## Spoljašnje veze
- „Frizzled Receptors: FZD1”. IUPHAR Database of Receptors and Ion Channels. International Union of Basic and Clinical Pharmacology. Архивирано из оригинала 03. 03. 2016. г.